# Nikki Griffin
Jeanne Nicole "Nikki" Griffin  (Vicksburg, 16 de abril de 1978) é uma atriz americana.

## Vida Pessoal e Carreira
Embora Griffin tenha nascido em Vicksburg, Mississippi, a maior parte de sua infância foi vivida na Alemanha, onde seus pais trabalhavam para o governo dos Estados Unidos. Ela voltou para os Estados Unidos na adolescência e foi para a escola New Hanover School Wilmington, Carolina do Norte. No ensino médio, Nikki desenvolveu seu amor pelo cinema. Ela participou de um concurso de cinema em sua escola, curiosamente, Marc Matney (que é conhecido por sua voz em filmes filmes estrangeiros) foi seu professor. Depois que Nikki se formou no colegial, se mudou com seu amigo para Los Angeles, para tentar ser atriz. Apesar de seu amigo a ter deixado após um curto período. Nikki permaneceu em Los Angeles, porque sabia que realmente queria ser atriz. Em 1999 conseguiu seu primeiro papel na televisão, embora tenha sido pequeno, em Dawson's Creek. No ano seguinte, conseguiu outro papel, este bastante maior, em uma para do filme para televisão, Darktales. Depois de uma série de pequenos papéis na televisão e filmes, Nikki conseguiu um papel recorrente em The OC, em 2005 e, em seguida brevemente em 2006. Nikki interpretou uma garota festeira e viciada, Jess Sather, também conhecida como 'Floater Girl'. No verão de 2005, Nikki interpretou Katie Johnson, Os Gatões - Uma Nova Balada. Interpretou vários outros papéis pequenos, mas não menos importantes, mas foi em 2009 que conseguiu um papel de destaque em A Tribo.

## Filmografia

### Cinema
| Ano  | Título Original                       | Título no Brasil                      | Papel                    | Notas                |      |
| ---- | ------------------------------------- | ------------------------------------- | ------------------------ | -------------------- | ---- |
| 2000 | Darktales                             |                                       | Liz                      | Filme para televisão | IMDB |
| 2001 | Summer Catch                          | Jogada de Verão                       | Namorada de Auggie       | Não creditada        | IMDB |
| 2005 | Wild Things: Diamonds in the Rough    | Garotas Selvagens 3                   | Risa                     | Filme para televisão | IMDB |
| 2005 | The Dukes of Hazzard                  | Os Gatões - Uma Nova Balada           | Katie Johnson            |                      | IMDB |
| 2006 | Monster Night                         | Uma Noite Muito Louca                 | Jessica Jones            |                      | IMDB |
| 2006 | The Fast and the Furious: Tokyo Drift | Velozes e Furiosos: Desafio em Tóquio | Cindy - Namorada do Clay |                      | IMDB |
| 2008 | Bar Starz                             |                                       | Pennie                   |                      | IMDB |
| 2008 | Last Meal                             |                                       | Claire                   |                      | IMDB |
| 2009 | The Forgotten Ones                    | A Tribo                               | Lauren                   |                      | IMDB |
| 2009 | Why Men Go Gay in L.A.                |                                       | Atriz                    |                      | IMDB |
| 2009 | H2O Extreme                           | H2O Extreme                           | Ashlyn                   |                      | IMDB |
| 2009 | Deep in the Valley                    | O Vale das Loucuras                   | Babá                     |                      | IMDB |
| 2010 | The Penthouse                         | The Penthouse                         | Lexi                     | IMDB                 |      |
| 2010 | Closing Time                          |                                       |                          | IMDB                 |      |

### Televisão
| Ano       | Título Original            | Título no Brasil                       | Papel                | Notas |      |
| --------- | -------------------------- | -------------------------------------- | -------------------- | --- | ---- |
| 1999      | Dawson's Creek             |                                        |                      | Extra-Não creditada | IMDB |
| 2004      | Dr. Vegas                  | Dr. Vegas                              |                      | Primeiro episódio da quarta temporada. | IMDB |
| 2004      | Jack & Bobby               | Jack & Bobby                           | Líder de torcida     | Décimo episódio da primeira temporada | IMDB |
| 2005      | Eyes                       |                                        | Alison Guralnick     | Primero episódio da primeira temporada. | IMDB |
| 2006      | Secrets of a Small Town    |                                        | Christine            | Primero episódio da primeira. temporada | IMDB |
| 2005-2006 | The O.C.                   | O.C.: Um Estranho no Paraíso           | Jess Sathers         | The Undertow (2006) The Dearly Beloved (2005) The O.Sea (2005) The Return of the Nana (2005) The Showdown (2005) The O.C. Confidential (2005) The Rager (2005) IMDB |      |
| 2007      | How I Met Your Mother      | Como Eu Conheci Sua Mãe                | Lindsay              | Segundo episódio da terceira temporada. | IMDB |
| 2008      | CSI: NY                    | CSI: Nova Iorque                       | Vivian Knox          | Sexto episódio da quinta temporada. | IMDB |
| 2009      | Entourage                  | Entourage ou Entourage: Fama e Amizade | E's Date             | Primeiro epsódio da sexta temporada. | IMDB |
| 2004-2009 | The Young and the Restless |                                        | Garota do café/Kelly | 4 episódios | IMDB |